# Contea di Hidalgo (Nuovo Messico)
La contea di Hidalgo, in inglese Hidalgo County, è una contea dello Stato del Nuovo Messico, negli Stati Uniti. La popolazione al censimento del 2000 era di 5 932 abitanti. Il capoluogo di contea è Lordsburg.

## Geografia
La contea si trova nell'angolo sud-occidentale dello Stato. La parte meridionale, confinante a est e a sud con il Messico, si chiama New Mexico Bootheel ("tacco del Nuovo Messico"). L'area nord-ovest, attraversata dal fiume Gila, si trova nell'Altopiano del Colorado. Il resto della contea si trova nella regione della provincia di Basin and Range. Qui si trovano diverse catene montuose e canyon. La contea è attraversata dallo spartiacque continentale delle Americhe e ospita parte della foresta nazionale di Coronado.

### Contee e municipalità confinanti
- Contea di Grant – nord
- Contea di Luna – est
- Ascensión (Chihuahua, Messico) – sud-est
- Janos (Chihuahua, Messico) – sud
- Agua Prieta (Sonora, Messico) – sud-ovest
- Contea di Cochise (Arizona) – ovest
- Contea di Greenlee (Arizona) – nord-ovest

## Storia
La contea fu fondata nel 1919 da parte della contea di Grant. Fu chiamata così in onore di Miguel Hidalgo y Costilla, rivoluzionario e religioso messicano.

## Comuni

### City
- Lordsburg

### Village
- Virden

### Census-designated places
- Animas
- Cotton City
- Glen Acres
- Playas
- Rodeo
- Windmill

### Aree non incorporate
- Antelope Wells
- Garcia
- Mouser Place
- Road Forks
- Summit

### Città fantasma
- Bramlett
- Cloverdale
- Gary
- Road Fork
- Steins
- Shakespeare
- Valedon